# José Luis Tejada Sorzano
José Luis Tejada Sorzano (La Paz, 12 de janeiro de 1882 — Arica, 4 de outubro de 1938) foi um economista, advogado e político boliviano que exerceu o cargo de 34.º presidente da Bolívia entre 1.º de dezembro de 1934 e 16 de maio de 1936. Membro do Partido Liberal, também atuou como 23.º vice-presidente da República, de 1931 a 1934, além de ter servido como ministro das Finanças em 1919.

## Começo de vida
José Luis Tejada Sorzano nasceu em 12 de janeiro de 1882 em La Paz, filho de Napoleón Tejada Guzman e Josefa Ruiz de Sorzano Mendonza. Completou os estudos primários no colégio jesuíta de San Calixto.

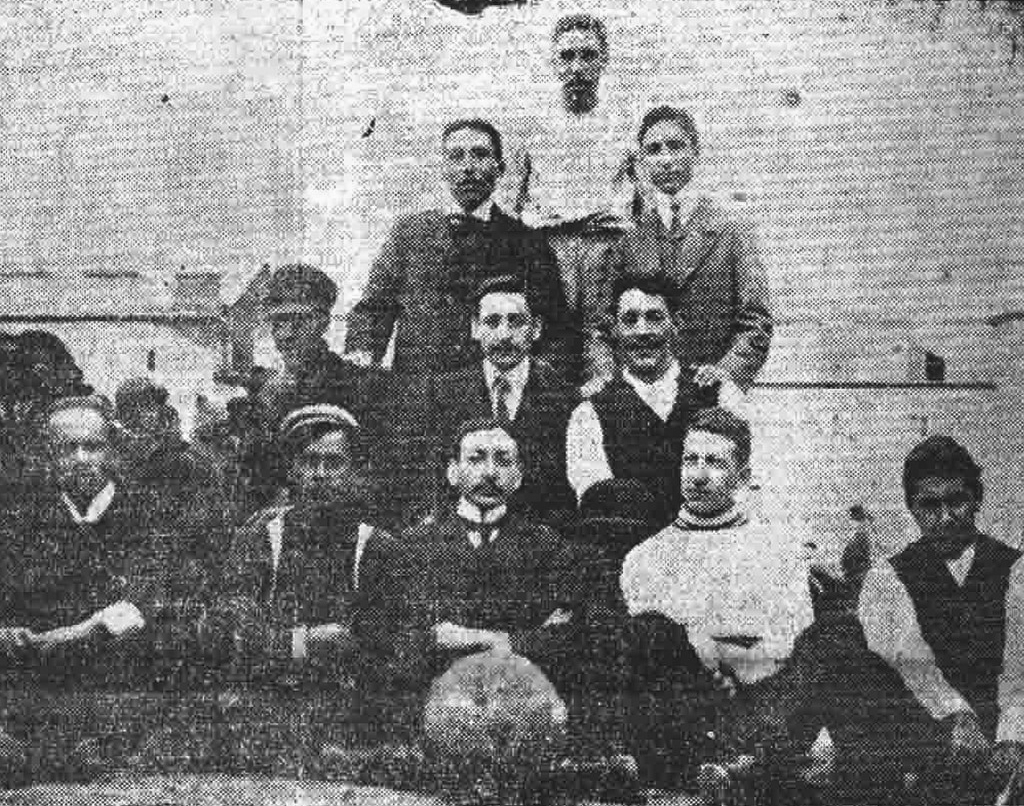
Tejada Sorzano (segundo da direita) como jogador do Thunders FBC

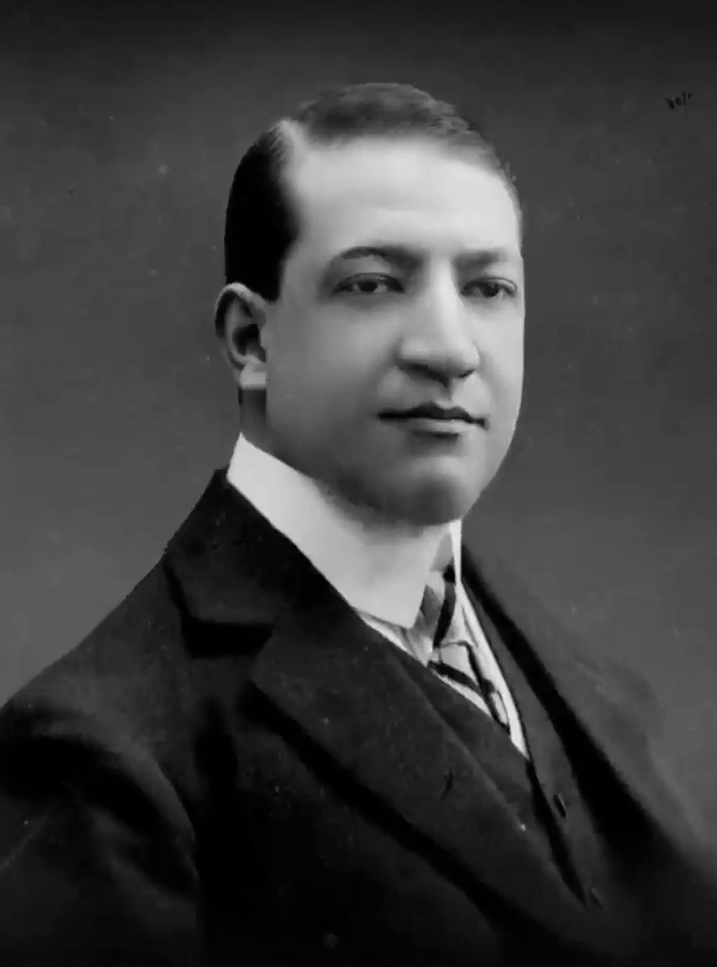
Tejada Sorzano enquanto deputado c. 1914

### Carreira no futebol
Em 1901, Tejada Sorzano estava entre os estudantes que lançaram uma iniciativa que levou a formação do Bolivian Rangers Futebol Clube. A equipe inicial era composta inteiramente por membros locais e era constituída por quinze jogadores: Humberto Cuenca, Manuel Estrada, Lizandro Villanueva, David Medeiros, Carlos Farfán, Victor de la Peña, José Luis Tejada Sorzano, Miguel Larrabure, Carlos Bustillos, Max de la Vega, Óscar Núñez del Prado, Miguel Solares, Augusto Cusicanqui, Luis Maidana e Julio Zuazo Cuenca. Em 20 de dezembro de 1903, Tejada Sorzano, então presidente do Bolivian Rangers, participou de uma partida contra o La Paz FBC. Os Rangers venceram por 2 a 0, sendo agraciados com um diploma de reconhecimento concedido pelo jornal El Comercio de Bolivia.
Alguns anos depois, Tejada Sorzano, juntamente com antigos membros do Rangers, participou de uma nova iniciativa estudantil que resultou na formação do histórico Thunder Foot Ball Club. Em setembro de 1905, o time foi selecionado pela prefeitura de La Paz para representar o departamento na primeira partida interdepartamental da história boliviana, enfrentando o Oruro Royal. O jogo foi realizado em comemoração à inauguração da Ferrovia Oruro–Viacha.
Tejada Sorzano estudou Direito na Universidade Maior de San Andrés, graduando-se em 1904. Durante sua trajetória universitária, integrou o cenáculo literário Palabras Libres (Palavras Livres), um grupo fundado em maio de 1905 em La Paz, que incluía membros como Alcides Arguedas, Armando Chirveches, Abel Alarcón, Fabián Vaca Chávez, Benigno Lara, Roberto Zapata, Walter Méndez e Rosendo Echazú. O grupo publicava três vezes por semana uma coluna no jornal El Diario, composta por contos, poemas e análises políticas. Juntamente com Benigno Lara e Roberto Zapata, Tejada Sorzano concentrava seus escritos em temas sociais urgentes da época, como os direitos das mulheres, o alcoolismo e o pongaje, a prática de trabalho forçado imposta aos povos indígenas.
O grupo encerrou sua publicação em março de 1906, principalmente devido à dispersão dos membros provocada pela repressão do então governo liberal.

### Carreira política
Apesar da repressão sofrida pelo grupo Palabras Libres por parte do governo, Tejada Sorzano manteve-se, ao longo de toda a vida, membro fiel do Partido Liberal. No entanto, empenhou-se em modernizar as ideias liberais e criticou os excessos da oligarquia mineira, especialmente quando esses ocorriam em detrimento dos setores civis da sociedade boliviana na época.
Advogado de profissão, Tejada Sorzano era ativo politicamente desde muito cedo, sendo eleito deputado ao Congresso Nacional em 1914, destacando-se por seu envolvimento ativo nos debates legislativos. Em 21 de março de 1919, foi nomeado Ministro das Finanças pelo presidente José Gutiérrez Guerra, cargo que ocupou até outubro do mesmo ano.

#### Eleição geral de 1931
Em 1931, o exército convocou novas eleições após a renúncia do presidente Hernando Siles Reyes. O Partido Liberal e o Partido Republicano Genuíno, que representavam a oposição, concordaram em formar uma coalizão, tendo Daniel Salamanca como candidato a presidente pelo Partido Republicano Genuíno e José Luis Tejada Sorzano como seu vice pelo Partido Liberal. A dupla ganhou 100% dos votos na eleição e assumiu a presidência no dia 5 de março de 1931.

## Vice-presidente (1931–1934)
Pelo Decreto Supremo de 17 de junho de 1932, o presidente Salamanca criou o Comitê Olímpico Boliviano. O vice-presidente Tejada Sorzano foi indicado como o primeiro presidente da entidade, embora a eclosão da Guerra do Chaco tenha adiado as atividades da nova instituição.
Um vice-presidente relativamente discreto, o corpulento Tejada subordinava-se a Salamanca em todas as questões e pouco se destacou por mérito próprio durante seu mandato. Parecia ocupar um papel secundário mesmo em assuntos internos do partido, cuja liderança efetiva era exercida pelo septuagenário e duas vezes presidente eleito Ismael Montes (falecido em 1933). No entanto, o cenário mudou consideravelmente quando o presidente Salamanca foi deposto pelas Forças Armadas bolivianas em 27 de novembro de 1934, em decorrência de divergências prolongadas com o Alto Comando sobre a condução da guerra. Por diversas razões, o Exército decidiu manter as aparências democráticas e evitou assumir diretamente o poder, ao menos naquele momento, permitindo que Tejada assumisse a presidência após a renúncia forçada de Salamanca.
Argumenta-se que as Forças Armadas aceitaram a ascensão de Tejada à presidência com a compreensão de que ele seria muito mais flexível e concordaria mais facilmente com os desejos do Alto Comando do que Salamanca.

## Presidente (1934–1936)
Com a subida de Tejada à presidência, os Liberais retornaram ao poder pela primeira vez em 14 anos. Quase imediatamente, Tejada articulou no Congresso a extensão de seu mandato por um ano, com o objetivo de concluir a guerra, cuja causa havia sido bastante desastrosa para a Bolívia. Uma série de sucessos relativamente pequenos (principalmente de caráter defensivo) no final do conflito não impediu que o Paraguai mantivesse o controle de grande parte da região disputada no momento em que o acordo de cessar-fogo foi finalmente alcançado em junho de 1935. No entanto, o exército boliviano e a maioria dos líderes políticos concluíram que não seria possível obter melhores termos, dada a situação ou no futuro previsível. Eventualmente, um tratado de paz final concedeu a maior parte do Chaco ao Paraguai, reduzindo consideravelmente o território da Bolívia.
Apesar de suas melhores intenções, Tejada aparentava ter sido desprezado pelos líderes militares bolivianos desde o início. Ele era considerado parte das elites políticas que, segundo a visão deles, haviam levado a Bolívia à guerra com sua demagogia irresponsável (por exemplo, a insistência de Salamanca para que a Bolívia "mantivesse firme no Chaco" e suas ordens para construir mais fortificações na região disputada, em competição direta com o Paraguai), e a então recusa de fornecer o apoio material necessário para vencer o conflito. Eles aparentemente não conseguiam entender como o Paraguai, sendo ainda mais pobre e menor que a Bolívia, e, portanto, com recursos ainda mais escassos, conseguiu prevalecer no campo de batalha simplesmente com melhores táticas e liderança superior. De qualquer forma, nesse ponto, surgiram dois mitos concorrentes sobre o motivo pelo qual a Bolívia perdeu: um, defendido por importantes elites políticas civis (mas não pelo presidente Tejada), colocava toda a culpa nos comandantes bolivianos personalistas e indisciplinados, sempre ansiosos para aumentar suas próprias ambições individuais e até dispostos a depor o Presidente da República (como de fato aconteceu em 1934), em vez de dedicar toda a sua energia à condução da guerra. O mito alternativo, proveniente das próprias forças armadas derrotadas (que precisavam encontrar uma explicação para o desastre ocorrido no Chaco), alegava que foram os políticos que "traíram" os simples soldados, conduzindo-os precipitadamente à guerra e depois não os equipando adequadamente para vencê-la. Dos dois, o último mito parecia mais aceitável para a população, e a raiva generalizada começou a ser deslocada para Tejada.
Ao mesmo tempo, Tejada ainda enfrentava dificuldades econômicas devastadoras, que foram agravadas pela guerra do Chaco. Além disso, ele enfrentava uma crise iminente devido ao papel controverso da Standard Oil Corporation, com sede nos Estados Unidos, durante o conflito. Pelo menos, a Standard havia se recusado a ajudar a Bolívia em seu momento mais crítico durante a guerra, e no pior dos cenários, era culpada de atividades ilegais contrárias aos desejos e interesses do governo boliviano. Incapaz de avançar em qualquer uma dessas questões, Tejada ofereceu aos oficiais mais jovens e descontentes das forças armadas bolivianas a desculpa que precisavam para derrubar a ordem constitucional e se instalar no poder. Isso também lhes permitiria continuar a "limpar" a imagem das forças armadas bolivianas e propagandear ainda mais o mito de que a guerra havia sido perdida pelos políticos, e não pelos homens em uniforme. Foi assim que Tejada foi finalmente removido do cargo por meio de um golpe de Estado liderado pelo Major Germán Busch, que colocou o Coronel David Toro como presidente de facto da Bolívia em 22 de maio de 1936.

## Morte
Forçado ao exílio, Tejada faleceu em Arica, Chile, dois anos após ser deposto, em 4 de outubro de 1938.

## Publicações
- Tejada Sorzano, José Luis (1905). Report of Mr. Jose Luis Tejada Sorzano on the tin business (em espanhol). Santiago, Chile: [s.n.]
- Tejada Sorzano, José Luis (1909). Cuestiones económicas: despues de la crisis : estudio referente á Bolivia (em espanhol). [S.l.: s.n.]
- Tejada Sorzano, José Luis (1920). Report on the Development of Commercial Relations Between the United States and Bolivia (em inglês). [S.l.: s.n.]
- Tejada Sorzano, José Luis (1929). The Bolivian Aspiration to the Sea (em inglês). [S.l.]: American Lithograph Company